# Metacrocea postflava
Metacrocea postflava är en fjärilsart som beskrevs av William Schaus 1905. Metacrocea postflava ingår i släktet Metacrocea och familjen björnspinnare. Inga underarter finns listade i Catalogue of Life.